# Ихор (мифология)
В греческой мифологии ихор (в древнегреческом ἰχώρ) — кровь богов, отличная от крови смертных. Первоначально это был ионический медицинский термин, означающий серозную жидкость, в отличие от крови αἷμα и гноя πὐον. У Платона, Аристотеля и Гиппократа этот термин относился к лимфе или к сыворотке крови. Словари XIX века определяли его как кровянистый и грязный гной, вытекающий из инфицированной раны или язвы.

## Гомер
Слово встречается у Гомера дважды. Первое упоминание появляется в стихах 339—342 песни V Илиады, когда Афродиту ранил Диомед.
В стихе 416 Афродита возвращается на Олимп, и её мать Диона «вытирает ихор обеими руками» (ἀμφοτέρῃσιν ἀπ᾽ ἰχῶ χειρὸς ὀμόργνυ). В другом месте эпоса говорится о раненом боге Аресе, но ихор там не упоминается. Поэт несколько раз использует выражение «бессмертная кровь» (ἄμϐροτον αἷμα / ámbroton haĩma), упоминаемое ранее в стихе 339 для Афродиты. Теперь «βρότος» — это гомеровское слово, обозначающее кровь, в частности ту, что вытекает из раны. Из чего следует, что «бессмертная кровь» — это «источенная» кровь.
В стихах 341—342 кратко объясняется разница между богами и смертными. Последние питаются «пшеницей Деметры», то есть хлебом — пищей, которая отличает их от героев прошлых лет и чудовищ. Их жизненный цикл похож на жизненный цикл растений, которые они едят: «Подобно листьям, иногда [они] живут в полном сиянии и едят плоды, которые дает вспаханная земля, / иногда возвращаются в небытие». Смертными также являются те, у кого в венах течёт кровь. Таким образом, во время спуска в ад Улисс должен позволить мёртвым выпить немного крови, чтобы те могли получить немного жизненных сил. Боги не едят хлеб, не пьют вино, у них нет крови — они бессмертны.
Вероятно, стихи 341—342 не были приняты несколькими современными Гомеру редакторами. В этом случае дополнением могут быть произведения, созданные в русле такого религиозного движения, как орфизм, где решающую роль играют некоторые пищевые запреты. Так, воздержание от хлеба и вина позволяет заменить кровь на ихор и, таким образом, приблизиться к божественности. Для других авторов стихи 341—342 полностью интегрированы в богословские концепции Гомера. У него, действительно, боги не едят жертвенного мяса, как в ближневосточных традициях: они удовлетворяются ароматом жареного мяса и сжигаемого жира. Настоящая их пища — нектар и амброзия, которые препятствуют процессу старения.

## Последующие авторы
Эта концепция ихора не имеет существенного развития в более поздней литературе. Только неоднозначно интерпретируемый отрывок из «Агамемнона» Эсхила представляется связанным с гомеровской традицией: «Старая рана ещё не зажила, новый ихор уже истекает», — говорит Клитемнестра о проклятии Атридов. Однако «ихор» здесь может просто означать кровь или то, что вытекает из внутреннего абсцесса. Возможно, однако, что слово было использовано намеренно, чтобы отличить королевскую кровь Атридов, потомков Зевса, от крови остальных людей .